# 卡尔瓦霍萨德拉萨格拉达
卡尔瓦霍萨德拉萨格拉达，是西班牙卡斯蒂利亚-莱昂萨拉曼卡省的一个市镇。 总面积14平方公里，总人口7251人（2020年），人口密度528.9人/平方公里。